# سامسونگ اس‌سی‌اچ-دبلیو۵۳۱
سامسونگ اس‌سی‌اچ-دبلیو۵۳۱ یک‌نمونه از گوشی‌های تلفن همراه سری W شرکت سامسونگ می باشد که توسط همین شرکت به بازار عرضه شده‌است.